# Moustapha Alassane
Moustapha Alassane (Níger, 1942 — 17 de març de 2015) va ser un cineasta nigerià.
Alassane es va graduar en mecànica a N'Dougou (Níger), la seva ciutat de naixement, però més tard va estudiar cinema a Niamey. Va viure al Canadà, on va conèixer a Norman McLaren, qui li ensenyà els secrets de l'animació. Alassane és un dels primers cineastes de l'Àfrica. Va ser autor de les primeres pel·lícules d'animació de l' Àfrica subsahariana, dirigint també documentals i pel·lícules de ficció. Va ser Cap de Departament de Cinema a la Universitat de Niamey durant 15 anys. La crítica i l'humor negre són a gairebé totes les seves pel·lícules. La granota és el seu animal favorit i protagonista de la majoria de les seves pel·lícules d'animació, perquè Alassane creia que era més divertit animar les granotes que no pas els humans. Per treballar, Alassane emprava diversos materials, com ara fusta, metall o filferro, cola, tela o esponja.
Nombroses retrospectives de la carrera d'Alassane s'han dut a terme a diversos festivals internacionals de cinema, a tot el món.